# Gottschalk von Wickede († 1558)
Gottschalk von Wickede († 18. Oktober 1558 in Lübeck) war ein deutscher Ratsherr der Hansestadt Lübeck.
Gottschalk von Wickede war der Sohn des Lübecker Bürgermeisters Thomas von Wickede (1470–1527). Er wurde 1548 in den Rat der Stadt Lübeck gewählt. In der Zeit von 1548 bis 1554 leitete er als Amtmann die Verwaltung des Beiderstädtischen Amtes Bergedorf. 1553 gehörte er gemeinsam mit dem Lübecker Ratsherrn Hermann Falke einer hansischen Gesandtschaft nach Brügge und an den englischen Hof in London an. Ziel der Reise war die Sicherung der Privilegien der deutschen Kaufleute im Hansekontor in Brügge und im Londoner Stalhof.
Gottschalk von Wickede war drei Mal verheiratet und übernahm als Brautschatz seiner ersten Ehefrau Taleke ter Lo das Haus St.-Annen-Straße 13.